# Crystal Gunns
Crystal Gunns es una exmodelo erótica y bailarina exótica estadounidense.

## Carrera
Nacida en el Bronx el 20 de marzo de 1976, Crystal Gunns se crio en el Bronx. Durante sus años adolescentes, Crystal fue a la Secundaria Franklin K. Lane en Brooklyn, Nueva York, donde se graduó en 1994. Luego de la secundaria, se trasladó a la parte septentrional de Nueva York, donde asistió a la Rockland Community College mientras era una bailarina en clubes nocturnos.
Crystal originalmente intentó entrar en el entretenimiento adulto, pero fue rechazada. Luego de ser una bailarina por cinco años, Crystal entró en la industria, tras reicibir implantes de pecho, y su tamaño pasó de copa B a copa GGG.Se retiró de la industria a tiempo completo en 2008 y comenzó a trabajar en una escuela elementaria en Nueva Jersey como empleada de la cafetería, mientras continuaba trabajando como modelo/actriz y estríper. En noviembre de 2008, una controversia local fue suscitada con los padres de la escuela cuando se hizo pública su carrera; la historia ganó atención en el medio local. Bajo la presión de los padres y los medios, Crystal resignó su posición en diciembre de 2008.
Crystal ha aparecido en D-Cup,Gent, Hustler Busty Beauties, Score y Swank, y ha posado para el sitio web Photoclubs.
En agosto de 2010, Crystal posó para su última ilustración de Score y anunció su retiro de la industria de entretenimiento adulta.
Crystal ha tenido una gran relación de amistad con Cindy Cupps con quien grabó videos y escenas.

## Películas
- The Big Bold Babes /2004 /Napali video
- Juggy Dolls /2008 /Score
- Big Tit A-List /2009 /Score
- The Tit-Ans /2011 /Score
- Score Best Of The Decade /2012 /Score